# Collula kiefferi
Collula kiefferi är en tvåvingeart som beskrevs av Gagne 1993. Collula kiefferi ingår i släktet Collula och familjen gallmyggor. Inga underarter finns listade i Catalogue of Life.